# The Lost Romance
The Lost Romance é um filme mudo estadunidense de 1921 dirigido por William C. deMille.

## Sinopse
Os amigos Allen Erskine, médico, e Mark Sheridan, explorador, ficam apaixonados pela mesma garota: Sylvia Hayes, que está na cidade para visitar a tia de Allen.
Mark então viaja para a África e retorna após seis anos, encontrando Allen e Sylvia casados e com um filho; ele logo descobre que o romance entre eles acabou e apenas o filho os mantém juntos.
Mark então se declara para Sylvia que, por seu lado, está convencida de que o casamento fora um erro e diz também estar apaixonada por ele; Allen, pensando na felicidade comum, concorda com a separação; eles não contavam, entretanto, com o estratagema preparado pela tia Elizabeth.
A tia de Allen prepara um falso sequestro da criança, fazendo com que durante a comoção o casal volte a se sentir unido; Sheridan, então, descobre sentir afeição pela tia Elizabeth.

## Elenco
- Jack Holt, como Mark Sheridan
- Conrad Nagel, como Allen Erskine
- Lois Wilson, como Sylvia Hayes
- Fontaine La Rue, como Elizabeth Erskine
- Michael D. Moore, como Allen Erskine Jr.
- Mayme Kelso, como bibliotecária
- Robert Brower, como mordomo
- Barbara Gurney, como enfermeira
- Clarence Geldart, como tenente da polícia
- Clarence Burton, como detetive
- Lillian Leighton, como Matilda